# Michèle Morgan
Michèle Morgan (født Simone Renée Roussel 29. februar 1920 i Neuilly-sur-Seine, Seine, nær Paris, død 20. december 2016 i Meudon, Hauts-de-Seine) var en fransk skuespillerinde.
Hun var i perioden fra 1930'erne og op til 1960'erne blandt de førende franske skuespillerinder.

## Karriere
Michèle Morgan flyttede hjemmefra som 15-årig fast besluttet på at blive skuespiller. Hun tog undervisning hos René Simon samtidig med at hun medvirkede som statist i diverse film. Hendes smukke ydre blev opdaget af filminstruktøren Marc Allégret der gav hende en hovedrolle i filmen Gribouille fra 1937, hvor hun spillede overfor Raimu. Herefter spillede hun den kvindelige hovedrolle i Tågernes kaj (Le Quai des brumes) af Marcel Carné i 1938, overfor den kendte franske skuespiller Jean Gabin, og senere medvirkede hun i Kvinden fra havet (Remorques) fra 1941. Disse to film gjorde hende til en af de førende franske skuespillerinder i fransk film.
I forbindelse med Nazitysklands invasion af Frankrig i 1940, rejste Morgan til Hollywood i USA, hvor hun fik kontrakt med RKO Pictures. Hendes karriere i Hollywood var dog skuffende. Hun nåede dog at spille med i Kun fire vendte tilbage (Joan of Paris) overfor Paul Henreid i 1942, og i En pige på aktier (Higher and Higher) overfor Frank Sinatra i 1943.  Hun blev prøvefilmet og kraftigt overvejet til den kvindelige hovedrolle i Casablanca, men RKO ville ikke frigøre hende fra sin kontrakt for det beløb, som Warner Bros. tilbød, og rollen gik i stedet til Ingrid Bergman. Morgan fik dog roller for Warner i Mænd uden fædreland (Passage to Marseille) overfor Humphrey Bogart i 1944. Hun opnåede imidlertid ikke de store roller under opholdet i USA.
Efter afslutningen af krigen vendte Morgan hjem til Frankrig og genoptog karrieren med filmen fra 1946 Gertrude (Symphonie Pastorale) af Jean Delannoy, hvor hun for sin medvirken ved Filmfestivalen i Cannes modtog prisen for bedste skuespillerinde. Andre notable roller og film var Carol Reeds Øjenvidnet (1948), Fabiola (1949), De hovmodige (Les Orgueilleux) (1953) af Yves Allégret, Den store manøvre (Les Grandes Manœuvres)  (1955) af René Clair og Marie-Antoinette (Marie-Antoinette reine de France) (1956).
Morgan fortsatte som filmskuespiller op igennem 1960'erne, hvoraf den mest kendte film er Den tabte kommando fra 1966 med bl.a. Anthony Quinn, Alain Delon, George Segal og Claudia Cardinale. I 1970'erne var hun mindre aktiv, men medvirkede i enkelte film og optrådte i tv-film og serier og på teateret.
I 1992 modtog hun en Ærescésar ved den årlige prisuddeling César du cinéma.
hæderspris. Morgan opnåede sin største popularitet i Frankrig i 1940'erne og 50'erne for sin medvirken i franske film, men forblev forholdsvis ukendt udenfor Frankrig.  Hun har dog en stjerne på Hollywood Walk of Fame ved adressen 1645 Vine Street.

## Andre aktiviteter
Hun udgav sin selvbiografi Avec ces yeux-là i 1977.
Morgan har siden 1960'erner tillige fungeret som kunstmaler. Hun maler ofte fisk, da dette er hendes stjernetegn. Hun har haft en soloudstilling i det parisiske galleri "Artistes En Lumière à Paris"  (2. marts – 30. april 2009).

## Filmografi
- 1999 La rivale (TV-film) som Judith Legrand
- 1997 Des gens si bien élevés (TV-film) som Geneviève
- 1995 La veuve de l'architecte (TV-film) som Helena Kramp
- 1990 Alle har det godt som kvinde i tog
- 1986-1987 Le tiroir secret (mini TV-Serie) som Colette Dutilleul-Lemarchand
- 1986 Un homme et une femme, 20 ans déjà som tilskuer (ukrediteret)
- 1984 Emmenez-moi au théâtre: Chéri (TV-film) som Léa de Lonval
- 1981 Le tout pour le tout (TV-film) som Roxane Aubertin
- 1978 Robert et Robert  (ukrediteret)
- 1975 Le chat et la souris som Madame Richard
- 1968 Benjamin som Komtesse Gabrielle de Valandry
- 1967 La bien-aimée (TV-film) som Fanny Dréal
- 1966 Den tabte kommando som grevinde Natalie de Clairefons
- 1965 Et lig på is som Geneviève Monthannet
- 1964 Les yeux cernés som Florence
- 1964 Les pas perdus som Yolande Simonnet
- 1964 Constance aux enfers som Constance
- 1963 Ureelle hensigter som Gisèle Duparc
- 1963 Il fornaretto di Venezia som Princesse Sofia
- 1963 Er det synd at myrde kvinder? som Célestine Buisson
- 1962 Forbrydelse betaler sig ikke som Jeanne Hugues
- 1962 Rencontres som Bella Krasner
- 1961 Un coeur gros comme ça
- 1961 Tre sandheder som Renée Plèges
- 1961 Les lions sont lâchés som Cécile
- 1960 Fortunat som Juliette Valcourt
- 1960 Les scélérats som Thelma Rooland
- 1959 Grand Hotel som Madame Grusinskaja
- 1959 Vacanze d'inverno som Steffa Tardier
- 1959 Pourquoi viens-tu si tard? som Maître Catherine Ferrer
- 1958 Racconti d'estate som Micheline
- 1958 Maxime som Jacqueline Monneron
- 1958 Le miroir à deux faces som Marie-José Vauzange-Tardivet
- 1957 Alt har sin pris som Hélène Fréminger
- 1957 The Vintage som Léone Morel (krediteret som Michele Morgan)
- 1956 Marie Antoinette som Marie Antoinette
- 1956 Si Paris nous était conté som Gabrielle d'Estrées
- 1955 Marguerite de la nuit som Marguerite
- 1955 Den store manøvre som Marie-Louise Rivière
- 1955 Napoleon - den korsikanske ørn som Joséphine de Beauharnais
- 1955 Oasen som Françoise Lignières
- 1954 Mennesker i trapez som Hélène Giovanni
- 1954 Kvindernes oprør som Jeanne d'Arc
- 1953 De hovmodige som Nellie
- 1953 Studio One(TV-Serie)
- 1952 Sandhedens time som Madeleine Richard
- 1952 De syv dødssynder som Anne-Marie de Pallières
- 1951 L'étrange Madame X som Irène Voisin-Larive
- 1950 Le château de verre som Evelyne Lorin-Bertal
- 1950 Maria Chapdelaine som Maria Chapdelaine
- 1950 Karriere: En mand ventede på hævnens time som Jeanne Morel / Irène Baranoskaïa
- 1949 Fabiola som Fabiola
- 1948 Du glemmer mig aldrig som Claire Magny
- 1948  Øjenvidnet som Julie
- 1946 Flugten til Havana som Lorna Roman (krediteret Michele Morgan)
- 1946 Gertrude som Gertrude
- 1944 Mænd uden fædreland som Paula Matrac (krediteret Michele Morgan)
- 1943 En pige på aktier som Millie Pico (krediteret Michele Morgan)
- 1943 To Billetter til London som Jeanne
- 1943 En Nations Hjerte som Marie Froment-Léonard
- 1942 Kun fire vendte tilbage som Joan (krediteret Michele Morgan)
- 1941 Kvinden fra Havet som Catherine
- 1940 Himlens Musikanter som Le lieutenant Saulnier
- 1939 Flugten som Jacqueline Bert
- 1939 L'entraîneuse som Suzy
- 1939 I Havnens Skygger som Lilian White
- 1938 Tågernes kaj som Nelly
- 1938 Den farlige leg som Françoise Massart
- 1937 Fristerinden som Natalie Roguin
- 1937 Gigolette som           soubrette
- 1937 Mes tantes et moi som Michèle (krediteret som Simone Morgan)
- 1936 Stumpen en elev
- 1936 Une fille à papa en rejsende (ikke krediteret)
- 1936 Pariserliv statist (ikke krediteret)
- 1936 Frøken Mozart statist (ikke krediteret)